# Ultraleichtfluggelände Berg

i7
i11
i13
Das Ultraleichtfluggelände Berg liegt in der Gemeinde Berg im Landkreis Ravensburg in Baden-Württemberg. Der Platzhalter und Betreiber ist Bernhard Kordeuter.

## Lage
Das Ultraleichtfluggelände liegt etwa 5 km nordwestlich von Berg. 

## Flugbetrieb
Das Gelände besitzt eine Betriebsgenehmigung für Ultraleichtflugzeuge. Es ist mit einer 340 m langen und 20 m breiten Start- und Landebahn aus Gras (Richtung 03/21) ausgestattet. Starts und Landungen von platzfremden Luftfahrzeugen benötigen eine vorherige Genehmigung des Platzhalters (PPR).

## Geschichte
Das Ultraleichtfluggelände wurde 1986 in Betrieb genommen.